# 볼타콩고어군
볼타콩고어군은 니제르콩고어족의 대표적인 하위 어군이다. 특히 이 어군의 베누에콩고어군에는 무수한 언어들이 속해 있는 반투어군이 속해 있다.

## 분류
- 사바나어군 (구르어군 + 아다마와어군)
- 베누에콩고어군
- 볼타니제르어군
- 콰어군 (단계통군이 아닐 수 있음)
- 고립어: 팔리어 (구 아다마와어군 소속), 음브레어, 우칸어

크루어군과 세누포어군(구 아다마와어군 소속)은 볼타콩고어족 밖에서 대서양콩고어파의 기본 어군을 이룰 수도 있다.

## 같이 보기
- 아프리카의 언어
- 어족